# جيرفون سكيلز
جيرفون سكيلز (بالإنجليزية: Jervaughn Scales)‏ مواليد 8 أغسطس 1971 في نيويورك، هو لاعب كرة سلة أمريكي. بدأ مسيرته الاحترافية في سنة 1994. يلعب مع أوليمبو. يبلغ طوله 6 قدم 6 بوصة (2.0 م).

## المسيرة الاحترافية
لعب مع جيمناسيا إيسغريما دي كومودورو ريفادافيا في الدوري الأرجنتيني من سنة 2002 إلى 2007، ثم لعب مع نادي سان لورينزو في موسم 2013–2014، ثم لعب مع أوليمبو في سنة 2014.